# 野呂村
野呂村（のろむら）は、広島県賀茂郡にあった村。現在の呉市の一部にあたる。

## 地理
- 河川：野呂川[1]、中畑川[2]、太田川[3]
- 山岳：野呂山[1]

## 歴史
- 1889年（明治22年）4月1日、町村制の施行により、賀茂郡中畑村、赤向坂村、下垣内村、原畑村、内平村、女子畑村が合併して村制施行し、野呂村が発足[1][4]。中切村との組合役場を大字中畑に設置[1]。
- 1942年（昭和17年）4月1日、賀茂郡中切村と合併し、野路村を新設して廃止された[1][4]。

### 地名の由来
野呂山の麓に位置することから。

## 産業
- 農業